# Jakub Janda (1990)
Jakub Janda (* 20. prosince 1990 České Budějovice) je český politický komentátor, publicista a lobbista.

## Život
V roce 2013 absolvoval bakalářské studium soukromé Vysoké školy mezinárodních a veřejných vztahů, oboru mezinárodní vztahy a diplomacie. Na Fakultě sociálních věd Univerzity Karlovy (FSV UK) studoval mezi lety 2011 a 2013 bakalářský program Mezinárodní teritoriální studia a od roku 2013 také magisterský program Politologie. Během svého studia na Univerzitě Karlově řádně neocitoval jednu z odborných prací a byl za plagiátorství potrestán důtkou děkana fakulty. Následně školu nedokončil.
V letech 2010 až 2011 působil v humanitární organizaci ADRA International, jako poradce poslance Poslanecké sněmovny Parlamentu ČR Rudolfa Chlada (TOP 09), dále jako stážista Ministerstva zahraničních věcí ČR (2011–2012) a Úřadu vlády ČR (2012).
Pozornosti médií se mu dostalo v roce 2015, když vyšlo najevo, že v 19 letech natočil sólové video pro gay pornografické studio.
Od roku 2010 působí v think-tanku Evropské hodnoty, od roku 2018 na pozici výkonného ředitele. Od roku 2011 rovněž publikuje politické komentáře. V listopadu 2012 např. moderoval debatu prezidentských kandidátů v Institutu ekonomických studií FSV UK. Je také projektovým spolupracovníkem Slovenského institutu pro bezpečnostní politiku. Je členem redakční rady expertního portálu AntiPropaganda.sk, dále je členem Aktivních záloh Armády ČR. V roce 2016 byl Ministerstvem vnitra ČR přizván jako konzultant pro oblast „Působení cizích mocností“ v rámci Auditu národní bezpečnosti.
Způsob práce think-tanku kritizovala v listopadu 2016 v Lidových novinách skupina vědců a vysokoškolských pedagogů z Fakulty sociálních věd UK. V srpnu 2018 Petr Bittner z Deníku Referendum, když reagoval na zařazení Deníku Referendum Evropskými hodnotami mezi média s nejasným postojem k politice Ruska, kritizoval Jandu a Evropské hodnoty za to, že nepřiznávají svou ideovou předpojatost. Podle Bittnera „Janda není ochoten uznat politickou pozici, která vybočuje z primitivního studenoválečného schématu, na kterém stojí jeho vnímání světa i sama politická orientace think-tanku Evropské hodnoty.“ Janda s Veronikou Víchovou z Evropských hodnot takové hodnocení odmítli.